# SYSTEM 369
SYSTEM369（システム369）は、バンダイナムコゲームスが開発したPlayStation 3互換のアーケードゲーム基板。
SYSTEM357の上位基板として、メモリを同容量に据え置きながらも性能向上が図られている。

## 主なタイトル

### 発売されたタイトル
- 鉄拳タッグトーナメント2（2011年9月14日）